# Charles Cazalet (dirigente sportivo)
Charles Cazalet (Cenon, 22 giugno 1858 – Bordeaux, 18 gennaio 1933) è stato un filantropo, dirigente sportivo e politico francese.
È stato presidente dell'Unione delle società di ginnastica della Francia dal 1896 al 1931 e della Federazione internazionale di ginnastica dal 1924 al 1933.

## Biografia
Figlio di una famiglia di commercianti di vino di Bordeaux di fede protestante, ha lavorato nell'azienda di famiglia dopo aver studiato al Liceo di Bordeaux. Mecenate filantropo, fu all'origine di varie misure sociali e creò la prima associazione popolare di ginnastica di quartiere. Eletto al consiglio comunale di Bordeaux, utilizzò questo mandato per innovare creando popolari bagni-docce, alloggi a basso costo e orti. Quindi, senza tralasciare gli impegni nel suo ambiente professionale, si è dedicato più specificatamente allo sviluppo della ginnastica. Presidente dell'Unione delle Società di Ginnastica di Francia nel 1897, ha ricoperto questa carica per 34 anni aggiungendo dal 1924 la presidenza della nuova Federazione Internazionale di Ginnastica, che ha assunto fino alla sua morte nel 1933.